# Aitne (měsíc)
Aitne (eyet'-nee, IPA: /aɪtni/, nebo et'-nee, /ɛtni/; řecky Άιτνη) nebo též Jupiter XXXI, je retrográdní nepravidelný přirozený satelit Jupiteru. Byl objeven v roce 2001 skupinou astronomů z Havajské univerzity vedených Scottem S. Sheppardem a dostal prozatímní označení S/2001 J 11, platné do srpna 2003, kdy byl definitivně pojmenován.
Aitne má v průměru asi ~3 km, jeho průměrná vzdálenost od Jupitera činí 22,285 Gm, oběhne jej každých 679,6 dnů, s inklinací 166° k ekliptice (164° k Jupiterovu rovníku) a excentricitou 0,393. Aitne patří do rodiny Carme.